# Leopold Nowak
Pour les articles homonymes, voir Nowak.
Leopold Nowak est un musicologue autrichien, né à Vienne le 17 août 1904 et mort le 27 mai 1991. Il est principalement connu pour ses éditions des œuvres d'Anton Bruckner pour la Société Internationale Bruckner. Il tenta de rétablir au mieux les formes originelles de la plupart d'entre elles, souvent révisées du vivant même du Maître, parfois tronquées et arrangées par ses amis ou élèves ou sous leur influence.

## Biographie
Nowak étudia le piano et l'orgue à l'Académie de Vienne, puis la musicologie avec Adler et Lach à l'Université de Vienne où il enseigna ensuite de 1932 à 1973.
Il succéda à Robert Haas en tant que directeur musical des collections de la Bibliothèque nationale d'Autriche en 1946 et commença à son tour à travailler sur les documents de Bruckner qu'il contribua à préserver.

## Travaux
L'approche de Nowak dans ses éditions de la musique de Bruckner était beaucoup plus scientifique que celle de Haas. Par exemple, Haas s'était permis – avec une grande réussite, pensent néanmoins certains – de combiner des éléments différents des versions de 1887 et de 1890 de la Huitième Symphonie pour établir son édition de l'œuvre. Nowak rejeta cette manière de faire et publia les deux versions séparément. Son travail sur le Finale inachevé de la Neuvième Symphonie fut prolongé et mené à bien par William Carragan. D'une manière générale, les éditions de Nowak sont aujourd'hui plus appréciées pour cette rigueur et sont à la base des nouvelles éditions de la Société internationale Bruckner, voulues définitives. 
Nowak écrivit aussi des essais sur les aspects tant théoriques que métriques et rythmiques de la musique, de Bruckner comme d'autres compositeurs.
Nowak travailla également à une nouvelle édition du Requiem inachevé de Wolfgang Amadeus Mozart, et fut capable de distinguer ce qui était de la propre main de Mozart de celles de Franz Xaver Süßmayr puis Joseph Leopold Eybler, à un point plus poussé que jamais auparavant. Ce travail lui valut une récompense officielle en 1985.
Nowak étudia aussi la musique de Heinrich Isaac, Joseph Haydn, les musiques d'églises ou populaires d'Autriche, et de très nombreux compositeurs autrichiens depuis le Moyen Âge.

## Source
- (en) Cet article est partiellement ou en totalité issu de l’article de Wikipédia en anglais intitulé « Leopold Nowak » (voir la liste des auteurs).